# Копривац
Копривац (лат. Coprivatz) је тврђава у Србији, која се налазила највероватније код данашњег села Копривница, недалеко од Гаџиног Хана.
Иако потиче из средњег века, тадашњи извори не помињу ово утврђење и оно се јавља тек у делима путописаца из XVI века. Један Млечанин (1534), Немац (1571) и Француз (1574) који су прошли Цариградским друмом у то доба, описују га на готово истоветан начин, као град који се налази на обрноцима планине Куновице (Сува Планина), после Ниша, а пре села Клисурице и на основу њихових прича, може се извести закључак да је био удаљен на мање од дан јахања, од Ниша ка Сердици (Софији).